# Microcharon angelieri
Microcharon angelieri là một loài chân đều trong họ Microparasellidae. Loài này được Coineau miêu tả khoa học năm 1963.